# Provinciale weg 979
De provinciale weg 979 (N979) is een provinciale weg in de Nederlandse provincies Groningen, Drenthe en Friesland. De weg vormt een verbinding tussen Leek en Haulerwijk, waar de weg overgaat in de N918 richting Oosterwolde.
De weg is gedeeltelijk uitgevoerd als tweestrooks-erftoegangsweg met een maximumsnelheid van 60 km/h. In de gemeente Westerkwartier heet de weg Diepswal, Kromme Kolk, Hoofddiep en Oudestreek, in de gemeente Noordenveld Hoofdweg en in de gemeente Ooststellingwerf Leeksterweg.
N34 · N46 · N351 · N353 · N354 · N355 · N356 · N357 · N358 · N359 · N360 · N361 · N362 · N363 · N364 · N365 · N366 · N367 · N368 · N369 · N370 · N371 · N372 · N373 · N374 · N375 · N376 · N377 · N378 · N379 · N380 · N381 · N382 · N383 · N384 · N385 · N386 · N387 · N388 · N390 · N391 · N392 · N393 · N398

N851 · N852 · N853 · N854 · N855 · N856 · N857 · N858 · N860 · N861 · N862 · N863 · N865 · N910 · N913 · N917 · N918 · N919 · N924 · N927 · N928 · N962 · N963 · N964 · N966 · N967 · N969 · N972 · N973 · N974 · N975 · N976 · N977 · N978 · N979 · N980 · N981 · N982 · N983 · N984 · N985 · N986 · N987 · N988 · N989 · N990 · N991 · N992 · N993 · N994 · N995 · N996 · N997 · N998 · N999

Cursief vermelde wegen zijn voormalige provinciale wegen.